# Luftkissen
Ein Luftkissen (englisch air pad) wird zum Beispiel beim innerbetrieblichen Transport großer, sperriger und empfindlicher Lasten verwendet. Hierfür werden Luftkissen-Module eingesetzt, die mittels Druckluft zwischen mehreren Pads und dem Boden ein Luftkissen aufbauen. Dadurch lassen sich die Lasten mit geringer Kraft verschieben.
Luftkissen funktionieren nach dem Prinzip des Luftkissenbootes (Hovercraft), d. h., innerhalb einer flexiblen Gummidichtung wird ein verhältnismäßig kleiner Überdruck erzeugt. Auf einer ausreichend glatten Bodenoberfläche kann nur ein kleiner Teil der Luft zwischen Boden und Gummidichtung entweichen. Auf dem sich unter dem Pad aufbauenden Druck der Luft kann die Last fast ohne mechanische Reibung in horizontaler Richtung bewegt werden.
Luftkissen werden auch an Maschinen verwendet, wenn Verschiebungen in zwei Richtungen erforderlich sind. Hier besitzen die Pads keinen Gummirand, sondern sie sind eben, aus Metall, gleiten auf einer ebenen Metallfläche und besitzen Löcher und Kanäle zur Verteilung der Luft.
Das umgekehrte Prinzip (Luft durch Löcher aus der Unterlage) wird beim Spiel Air-Hockey angewendet.
Auch die Schreib/Lese-Köpfe von Festplatten gleiten auf aerodynamischen Luftkissen, die durch die schnelle Relativbewegung zum Speichermedium von selbst entstehen.